# Rivière Rimouski
Pour les articles homonymes, voir Rimouski (homonymie).
La rivière Rimouski est un cours d'eau se déversant à Rimouski, sur la rive sud du fleuve Saint-Laurent, dans la municipalité régionale de comté (MRC) de Rimouski-Neigette, dans la région administrative du Bas-Saint-Laurent, au Québec, au Canada.
À partir de la frontière entre le Nouveau-Brunswick et le Québec, le cours de la rivière Rimouski traverse le territoire non organisé de Lac-Huron, ainsi que les municipalités de La Trinité-des-Monts, Saint-Narcisse-de-Rimouski, Saint-Valérien, Sainte-Odile-sur-Rimouski et la ville de Rimouski.

## Géographie

### Cours
La rivière Rimouski prend sa source à une altitude de 460 mètres dans le lac Miller (longueur : 0,7 km) dans la paroisse de Saint-Quentin, dans le comté de Restigouche, au Nouveau-Brunswick, dans les monts Notre-Dame. L'embouchure du lac Miller est situé à 64,4 km au sud-est du littoral sud-est du fleuve Saint-Laurent et à 3,3 km à l'est de la frontière du Québec.
La rivière Rimouski coule sur 121 km.
Cours supérieur de la rivière Rimouski (segment de 35,5 km)
À partir du lac Miller, la rivière Rimouski coule sur :
- 2,8 km vers le nord, dans la province du Nouveau-Brunswick ;
- 1,9 km vers le nord-est dans la province de Québec, jusqu'à la décharge (venant de l'ouest) du lac Daniel et du lac Claude ;
- 11,1 km vers l'est, en recueillant les eaux de la décharge du lac Santerre, jusqu'à la confluence du ruisseau Tamahagan (venant du sud) ;
- 1,5 km vers le nord-est, en recueillant les eaux du ruisseau Morin (venant du nord-ouest) ;
- 3,7 km vers le sud-est, jusqu'à la confluence du ruisseau Plat (venant du sud) ;
- 9,8 km vers le nord-ouest, jusqu'à un pont routier ;
- 2,1 km vers l'ouest, jusqu'à la rive sud-est du lac Rimouski ;
- 2,6 km vers le nord-ouest, en traversant le lac Rimouski (altitude : 320 m) sur sa pleine longueur, jusqu'au barrage du lac Rimouski, situé au nord-ouest du lac.

Cours intermédiaire de la rivière Rimouski (segment de 40,7 km)
À partir du lac Rimouski, la rivière Rimouski coule surtout dans la réserve faunique de Rimouski sur :
- 0,8 km vers le nord-ouest, en recueillant les eaux d'un ruisseau (venant du nord-est), jusqu'au pont de la route forestière no. 1 ;
- 3,4 km vers le nord-ouest, en recueillant les eaux du ruisseau Blanc (venant du sud-ouest), jusqu'à la décharge du lac du Chevreuil (venant du sud-ouest) ;
- 2,6 km vers le nord-ouest en coupant une route forestière, jusqu'à la décharge du lac du Castors (venant de l'ouest) ;
- 4,1 km vers le nord, jusqu'à la confluence de la rivière Rimouski Est ;
- 4,4 km vers l'ouest, jusqu'à la limite de la municipalité de La Trinité-des-Monts ;
- 6,3 km vers l'ouest, en recueillant les eaux de la coulée Abraham et en passant devant les Roches à Labbé, jusqu'à la confluence du ruisseau Jansen (venant du nord-est) ;
- 1,6 km vers le nord-ouest, jusqu'au barrage des Trois Petits Saults ;
- 3,9 km vers le nord-ouest en traversant des saults de rivière en début de segment et en passant à 1,6 km du côté est du village de La Trinité-des-Monts ;
- 6,6 km vers le nord-est, en recueillant les eaux de la rivière Brisson (venant de l'est), jusqu'au Pont-Rouge ;
- 3,9 km vers le nord-ouest, en traversant les rapides à Poirier et en recueillant les eaux de la coulée du Rapide à Poirier, jusqu'à la limite de la municipalité de Saint-Narcisse-de-Rimouski ;
- 3,1 km vers le nord, en traversant une zone de marais en fin de segment, jusqu'à la confluence de la Rivière Ferrée (venant du nord-est).

Cours inférieur de la rivière (en aval de la rivière Ferrée) (segment de 17,2 km)
À partir de la confluence de la Rivière Ferrée, la rivière Rimouski coule sur :
- 0,4 km vers l'ouest, jusqu'au pont de Fond-d'Ormes de la route Taché ;
- 2,4 km vers le sud-ouest, jusqu'à la confluence de la rivière du Grand Touradi ;
- 0,5 km vers le sud-ouest, jusqu'à la limite de la réserve faunique Duchénier ;
- 2,4 km vers le nord-ouest, en traversant plusieurs chutes et rapides, jusqu'à la confluence du ruisseau des Sauvages (venant du nord-est) ;
- 3,3 km vers le sud-ouest, jusqu'à la limite municipale ;
- 0,7 km vers le nord-ouest, en formant une courbe vers le sud-ouest, jusqu'à rejoindre la limite de Saint-Narcisse-de-Rimouski ;
- 4,2 km vers le nord-ouest, en traversant les chutes à Hubb et en sortant de la réserve faunique Duchénier, jusqu'à la confluence de la rivière à France (venant de l'ouest) ;
- 3,3 km vers le nord-est, jusqu'à la limite de la réserve faunique de Rimouski ;

Cours inférieur de la rivière (en aval de la réserve faunique de Rimouski) (segment de 25,8 km)
- 0,2 km vers le nord, jusqu'à la confluence de la rivière du Chat (venant de l'est) ;
- 2,3 km vers le nord-ouest, en recueillant les eaux du ruisseau du Petit Lac Macpès (venant du nord-est) et en traversant le canyon des Portes de l'Enfer, jusqu'à la limite de la municipalité de Saint-Valérien ;
- 3,7 km vers le nord-ouest en recueillant les eaux de la Petite rivière Touradi (venant du sud-ouest) et de la rivière Blanche (venant du sud-ouest), jusqu'à la confluence de la rivière Noire ;
- 3,9 km vers le nord-est, jusqu'à la limite du secteur de Sainte-Odile-sur-Rimouski de la ville de Rimouski ;
- 2,9 km vers le nord-est, jusqu'à la confluence de la Petite rivière Rimouski ;
- 0,6 km vers le nord, jusqu'à la confluence de la rivière du Bois Brûlé ;
- 2,0 km vers le nord, en recueillant les eaux de la rivière Rigoumabe (venant du sud-ouest), jusqu'à la confluence de la rivière du Brûlé ;
- 6,3 km vers le nord, jusqu'à l'autoroute 20 ;
- 3,9 km vers le nord-est, en traversant la ville de Rimouski et en passant sous le pont du chemin de fer du Canadien National et du pont de la route 132 en fin de segment, jusqu'à sa confluence.

La rivière Rimouski se déverse sur la longue grève du littoral sud-est du fleuve Saint-Laurent, atteignant jusqu'à 3,0 km à marée basse. Cette confluence est située dans la rade de Rimouski, face à l'île Saint-Barnabé. L'entrée de cette rade est ouverte sur 1,8 km, entre la pointe Nord-Est de l'île Saint-Barnabé et le quai de Rimouski. Cette rade qui est située face au centre-ville de Rimouski se prolonge vers le sud-ouest dans la rade Saint-Barnabé.

### Hydrologie

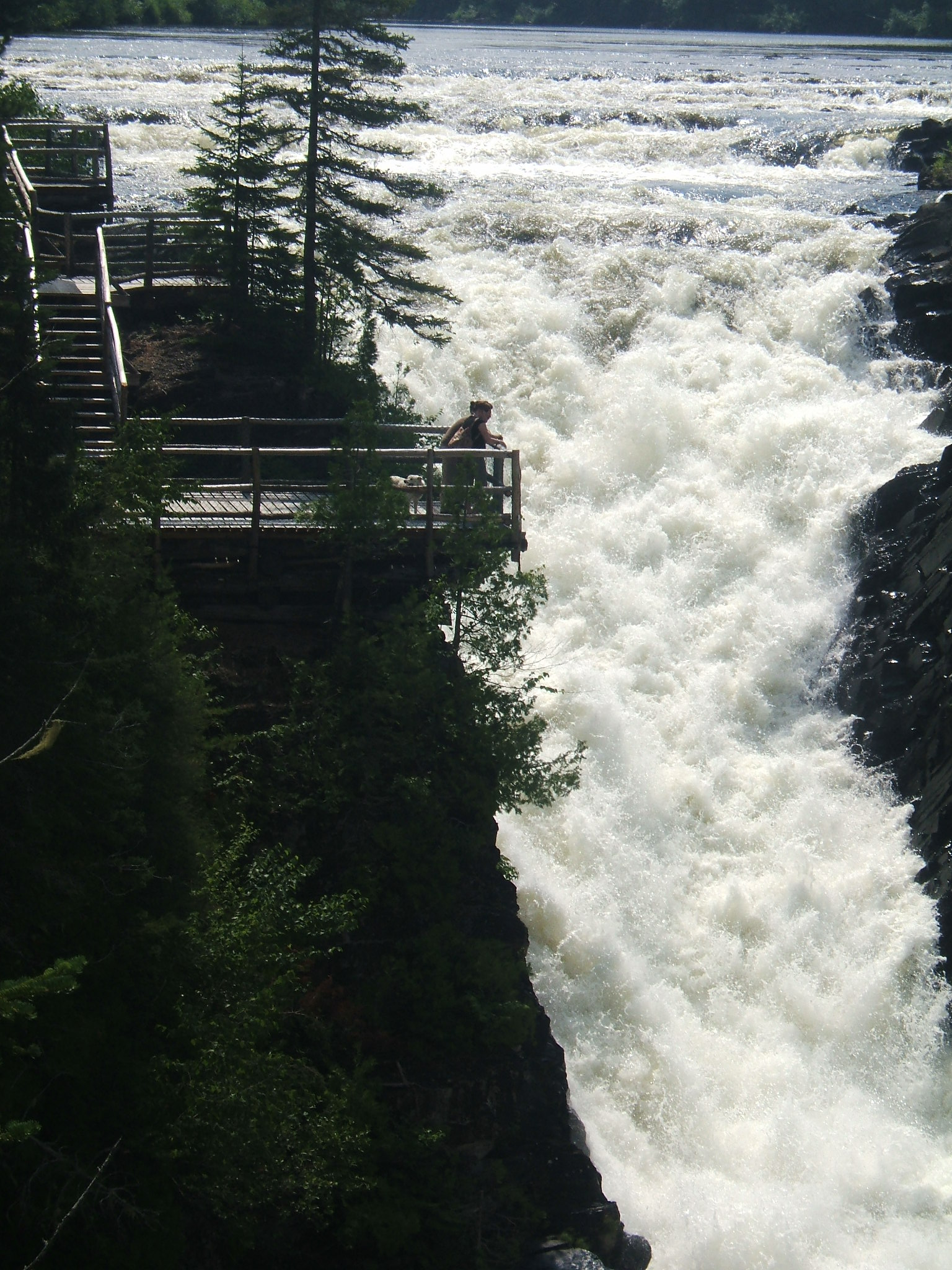
Le Grand Sault au canyon des Portes de l'Enfer

Le bassin hydrographique de la Rimouski a une superficie de 1 635 km2 dont 98,6 % sont situés au Québec et 1,4 % au Nouveau-Brunswick. La rivière a un module de 30 m3/s. Le débit maximal enregistré est de 530 m3/s et le débit minimal est de 1,6 m3/s. Celle-ci possède un régime nivo-pluvial avec une crue au début mai et une autre moins importante à la fin d'octobre. La rivière reçoit les eaux de 29 cours d'eau dont les principaux sont, de l'amont à l'aval, la rivière Rimouski Est, la rivière du Grand Touradi, la petite rivière Touradi et la Petite rivière Rimouski. L'ensemble du réseau fait 2 090 km de cours d'eau. Le bassin renferme aussi 864 lacs et 244 milieux humides.

### Géologie
L'ensemble du bassin de la rivière fait partie des Appalaches. Celles-ci sont composées de roches sédimentaires datant entre 505 et 360 millions d'années. Celle-ci sont alignées en parallèle avec le fleuve Saint-Laurent.

## Toponymie
Rimouski apparait dans l'acte de concession de la seigneurie de Rimouski le 24 avril 1688 qui précise « la riviere dicte de Rimouski ». Selon le Mgr Louis-François Richer Laflèche, le nom proviendrait du micmac animouski et signifierait « demeure du chien ». Le chef abénaqui Jos. Laurent (Sozap Lolô Kizitôgw) notait en 1888 que Rimouski provenait de l'Abénaqui Alemoski et signifie « Terre du chien ». Quant au sens populaire de terre à l'orignal relevé par l'abbé Cyprien Tanguay, il n'aurait jamais été accrédité. Le nom pourrait faire référence à la présence de phoques, aussi appelés loups marins ou chiens marins près de l'embouchure de la rivière.

## Démographie
La population du bassin était de 50 306 habitants en 2007. 85 % de la population vit à Rimouski, la seule ville du bassin.

## Milieu naturel
Le bassin comprend 31 espèces de poissons. Les espèces les plus communes sont l'omble de fontaine (Salvelinus fontinalis), le mulet à cornes (Semotilus atromaculatus), le mulet perlé (Margariscus margarita) et le méné ventre rouge (Phoxinus eos). L'embouchure de la rivière est un lieu prisé pour la pêche blanche à l'éperlan arc-en-ciel (Osmerus mordax). Le saumon atlantique (Salmo salar) fréquente aussi la rivière pour se reproduire. Jusqu’au milieu des années 1960, seulement 4,3 kilomètres de rivière étaient accessibles au saumon, ce qui a amené des aménagements pour augmenter la population de l’espèce, qui fréquente maintenant 29 km. Constitués en zone d’exploitation contrôlée (zec) en 1993, les territoires de pêche sont maintenant gérés par lassociation des pêcheurs sportifs de saumons de la rivière Rimouski.
Quatre espèces de mammifères vivent dans la rivière : le castor du Canada (Castor canadensis), le rat musqué (Ondatra zibethicus), la loutre de rivière (Lontra canadensis) et le vison d'Amérique (Neovison vison). On y rencontre aussi 132 espèces d'oiseaux, 15 espèces d'amphibiens et six espèces de reptiles.
47,2 % des forêts publiques sont composées de peuplements de conifères et 23,5 % de forêts mixtes. Dans les forêts privées, 33,3 % sont composées de forêts mixtes et 23,5 % sont des forêts de feuillus. Les forêts sont assez jeunes, seules 2,6 % ont plus de 120 ans. Environ 1 % des forêts sont coupées annuellement.

## Protection du territoire
Le bassin de la Rimouski comprend deux réserves fauniques (Rimouski et Duchénier), deux zones d'exploitation contrôlée (Rivière-Rimouski et Bas-Saint-Laurent), une pourvoirie et un club privé de chasse et pêche.
Quant aux aires protégées, on retrouve trois aires de confinement du cerf de Virginie qui couvrent 13,9 % du territoire. On y rencontre aussi deux héronnières, cinq habitats du rat musqué et quatre écosystèmes forestiers exceptionnels.

## Histoire
L'histoire du bassin fut marquée par l'exploitation forestière. La Price Brothers and Company avait le quasi-monopole de cette activité. Le 6 mai 1950, un incendie du moulin à scie de Rimouski brûla 250 maisons et mit plus de 2 000 personnes à la rue.